# لزور
لزور (بالفارسية: لزور) هي مستوطنة تقع في قسم قزقانتشاي الريفي في إيران. يقدر عدد سكانها بـ 2,160 نسمة .